# Kristián X.
Kristián X. (26. září 1870, zámek Charlottenlund u Kodaně – 20. dubna 1947 Kodaň) byl v letech 1912–1947 dánský a mezi lety 1918–1944 islandský král.
Narodil se jako Christian Carl Frederik Albert Alexander Vilhelm 26. září 1870 na zámku Charlottenlund blízko Kodaně jako nejstarší syn krále Frederika VIII. a Luisy Švédské (jeho mladším bratrem byl pozdější norský král Haakon VII.). Na trůn nastoupil v roce 1912 po smrti svého otce.

## Vláda
Dva roky po jeho nástupu na trůn začala první světová válka. Král a jeho vláda se obávali německé invaze, a proto se rozhodli udržet zemi mimo válku. Podařilo se jim to jen částečně, neboť Německo uložilo Dánsku, aby zaminovalo úžiny a zabránilo tak jakémukoli anglickému zásahu v Baltském moři. Při té příležitosti se ostatně potopilo přes tři sta plavidel dánského obchodního loďstva.
Během války 5. června 1915 byla přijata nová ústava, jež zavedla proporční zastoupení a rozšířila volební právo na ženy.
Po německé porážce se konal plebiscit o budoucím osudu Šlesvicka. Obyvatelé severního Šlesvicka hlasovali 75 % hlasy za připojení k Dánsku, zatímco 80 % obyvatel jižního Šlesvicka hlasovalo pro připojení k nové Německé republice. 10. července 1920 pak Kristián X. na bílém koni triumfálně překročil hranici a vjel na znovunabyté území. Tento obraz zůstal nadlouho vryt Dánům do paměti. Když se o šest let později k vládě dostali socialisté, ihned zrušili první bod svého programu, jímž bylo zrušení monarchie.

### Za německé okupace

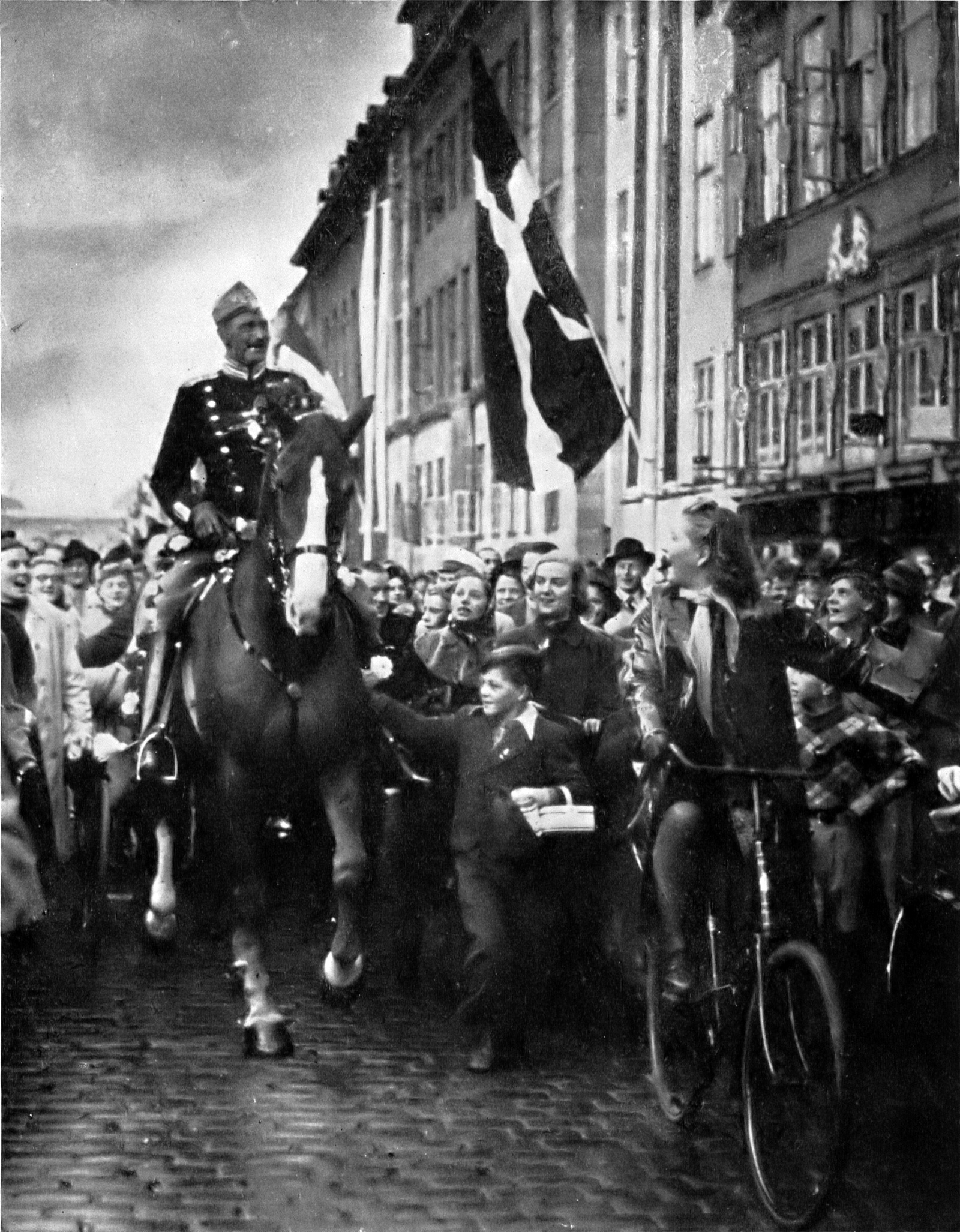
Kristián X. se za německé okupace každé ráno projíždí na koni ulicemi Kodaně. Při jeho sedmdesátých narozeninách 26. září 1940 se konaly vlastenecké manifestace, při nichž mu obyvatelstvo vyjadřuje oddanost a podporu

Roku 1939 souhlasilo Dánsko bez váhání s podepsáním paktu o neútočení s Říší, což však Hitlerovi nezabránilo připravovat operaci Weserübung s cílem zmocnit se dánských a norských námořních základen. 9. dubna 1940 v 5 hodin ráno operace začala a za svítání byl král zpraven o ultimatu, jež jeho vláda dostala: okamžitě přijmout říšskou ochranu nebo čelit útoku německých vojsk. Král u vědomí nerovnosti sil odmítl přikázat mobilizaci. Královská garda vystřelila pár výstřelů z pušky, avšak když německé bombardéry začaly přelétat nad Kodaní, rozhodl se král se svými ministry přijmout okupaci „s výhradami“ za podmínky, že dánské záležitosti zůstanou v rukou Dánů. Když dánská armáda kapitulovala, bylo napočítáno 13 zabitých – proti 20 mrtvým Němcům.

## Manželství a potomci

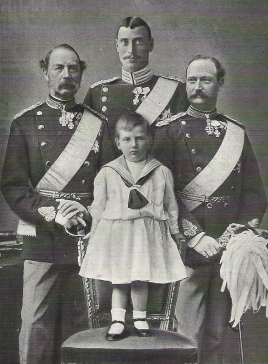
Kristián IX., princ Kristián X., korunní princ Frederik (VIII.), malý princ Frederik (IX.) na fotografii z roku 1903

Dne 26. dubna roku 1898 se princ Kristián oženil s princeznou Alexandrinou von Mecklenburg-Schwerin, dcerou velkovévody Fridricha Františka von Mecklenburg-Schwerin. Z manželství vzešli dva synové:
- Frederik (11. března 1899 – 14. ledna 1972), pozdější dánský král v letech 1947–1972, ⚭ 1922 Ingrid Švédská (28. března 1910 – 7. listopadu 2000)
- Knut Kristián (27. července 1900 – 14. června 1976), do roku 1963 dědičný dánský princ, ⚭ 1933 Karolina Matylda Dánská (27. dubna 1912 – 12. prosince 1995)

Kristiánův oficiální titul byl:
Kristián X., z milosti Boží, král Dánska, Wendů a Gothů, vévoda Šlesvický, Holštýnský, Stormarnský, Dithmarschenský, Lauenburský a Oldenburský.
V roce 1918 po vyhlášení nezávislosti Islandu se titul změnil:
Kristián X., z milosti Boží, král Dánska, Islandu, Wendů a Gothů, vévoda Šlesvický, Holštýnský, Stormarnský, Dithmarschenský, Lauenburský a Oldenburský.
Po rozpuštění Dánsko-Islandské personální unie v roce 1944 se titul opět změnil:
Kristián X., z milosti Boží, král Dánska, Wendů a Gothů, vévoda Šlesvický, Holštýnský, Stormarnský, Dithmarschenský, Lauenburský a Oldenburský.
Kristián X. zemřel v Kodani 20. dubna 1947 a byl pochován v katedrále v Roskilde, místě posledního odpočinku dánské královské rodiny.

## Vývod z předků
|             |                                   |  |            |                                        |  |  |  |  |  |  |  | Fridrich Karel Ludvík Šlesvicko-Holštýnsko-Sonderbursko-Beckovský |
|             |                                   |  |            |                                        |  |  |  |  |  |  |  |                                                                   |
|             | Fridrich Vilém Glücksburský       |  |            |                                        |  |  |  |  |  |  |  |                                                                   |
|             |                                   |  |            |                                        |  |  |  |  |  |  |  |                                                                   |
|             |                                   |  |            | Frederika Schliebenská                 |  |  |  |  |  |  |  |                                                                   |
|             |                                   |  |            |                                        |  |  |  |  |  |  |  |                                                                   |
|             | Kristián IX.                      |  |            |                                        |  |  |  |  |  |  |  |                                                                   |
|             |                                   |  |            |                                        |  |  |  |  |  |  |  |                                                                   |
|             |                                   |  |            | Karel Hesensko-Kasselský               |  |  |  |  |  |  |  |                                                                   |
|             |                                   |  |            |                                        |  |  |  |  |  |  |  |                                                                   |
|             | Luisa Karolina Hesensko-Kasselská |  |            |                                        |  |  |  |  |  |  |  |                                                                   |
|             |                                   |  |            |                                        |  |  |  |  |  |  |  |                                                                   |
|             |                                   |  |            | Luisa Dánská a Norská                  |  |  |  |  |  |  |  |                                                                   |
|             |                                   |  |            |                                        |  |  |  |  |  |  |  |                                                                   |
|             | Frederik VIII.                    |  |            |                                        |  |  |  |  |  |  |  |                                                                   |
|             |                                   |  |            |                                        |  |  |  |  |  |  |  |                                                                   |
|             |                                   |  |            | Fridrich Hesensko-Kasselský            |  |  |  |  |  |  |  |                                                                   |
|             |                                   |  |            |                                        |  |  |  |  |  |  |  |                                                                   |
|             | Vilém Hesensko-Kasselský          |  |            |                                        |  |  |  |  |  |  |  |                                                                   |
|             |                                   |  |            |                                        |  |  |  |  |  |  |  |                                                                   |
|             |                                   |  |            | Karolina Nasavsko-Usingenská           |  |  |  |  |  |  |  |                                                                   |
|             |                                   |  |            |                                        |  |  |  |  |  |  |  |                                                                   |
|             | Luisa Hesensko-Kasselská          |  |            |                                        |  |  |  |  |  |  |  |                                                                   |
|             |                                   |  |            |                                        |  |  |  |  |  |  |  |                                                                   |
|             |                                   |  |            | Frederik Dánský                        |  |  |  |  |  |  |  |                                                                   |
|             |                                   |  |            |                                        |  |  |  |  |  |  |  |                                                                   |
|             | Luisa Šarlota Dánská              |  |            |                                        |  |  |  |  |  |  |  |                                                                   |
|             |                                   |  |            |                                        |  |  |  |  |  |  |  |                                                                   |
|             |                                   |  |            | Žofie Frederika Meklenbursko-Zvěřínská |  |  |  |  |  |  |  |                                                                   |
|             |                                   |  |            |                                        |  |  |  |  |  |  |  |                                                                   |
| Kristián X. |                                   |  |            |                                        |  |  |  |  |  |  |  |                                                                   |
|             |                                   |  |            |                                        |  |  |  |  |  |  |  |                                                                   |
|             |                                   |  | Karel XIV. |                                        |  |  |  |  |  |  |  |                                                                   |
|             |                                   |  |            |                                        |  |  |  |  |  |  |  |                                                                   |
|             | Oskar I.                          |  |            |                                        |  |  |  |  |  |  |  |                                                                   |
|             |                                   |  |            |                                        |  |  |  |  |  |  |  |                                                                   |
|             |                                   |  |            | Désirée Clary                          |  |  |  |  |  |  |  |                                                                   |
|             |                                   |  |            |                                        |  |  |  |  |  |  |  |                                                                   |
|             | Karel XV.                         |  |            |                                        |  |  |  |  |  |  |  |                                                                   |
|             |                                   |  |            |                                        |  |  |  |  |  |  |  |                                                                   |
|             |                                   |  |            | Evžen de Beauharnais                   |  |  |  |  |  |  |  |                                                                   |
|             |                                   |  |            |                                        |  |  |  |  |  |  |  |                                                                   |
|             | Joséphine de Beauharnais mladší   |  |            |                                        |  |  |  |  |  |  |  |                                                                   |
|             |                                   |  |            |                                        |  |  |  |  |  |  |  |                                                                   |
|             |                                   |  |            | Augusta Bavorská                       |  |  |  |  |  |  |  |                                                                   |
|             |                                   |  |            |                                        |  |  |  |  |  |  |  |                                                                   |
|             | Luisa Švédská                     |  |            |                                        |  |  |  |  |  |  |  |                                                                   |
|             |                                   |  |            |                                        |  |  |  |  |  |  |  |                                                                   |
|             |                                   |  |            | Vilém I. Nizozemský                    |  |  |  |  |  |  |  |                                                                   |
|             |                                   |  |            |                                        |  |  |  |  |  |  |  |                                                                   |
|             | Frederik Nizozemský               |  |            |                                        |  |  |  |  |  |  |  |                                                                   |
|             |                                   |  |            |                                        |  |  |  |  |  |  |  |                                                                   |
|             |                                   |  |            | Vilemína Pruská                        |  |  |  |  |  |  |  |                                                                   |
|             |                                   |  |            |                                        |  |  |  |  |  |  |  |                                                                   |
|             | Luisa Oranžsko-Nasavská           |  |            |                                        |  |  |  |  |  |  |  |                                                                   |
|             |                                   |  |            |                                        |  |  |  |  |  |  |  |                                                                   |
|             |                                   |  |            | Fridrich Vilém III.                    |  |  |  |  |  |  |  |                                                                   |
|             |                                   |  |            |                                        |  |  |  |  |  |  |  |                                                                   |
|             | Luisa Pruská                      |  |            |                                        |  |  |  |  |  |  |  |                                                                   |
|             |                                   |  |            |                                        |  |  |  |  |  |  |  |                                                                   |
|             |                                   |  |            | Luisa Meklenbursko-Střelická           |  |  |  |  |  |  |  |                                                                   |
|             |                                   |  |            |                                        |  |  |  |  |  |  |  |                                                                   |